# Charles Lebouc
Charles Joseph Lebouc (né à Besançon le 22 décembre 1822, décédé à Hyères le 6 mars 1893) est un violoncelliste français.

## Biographie
Il fit ses études au Conservatoire de Paris, où il étudia auprès d'Olive-Charlier Vaslin (1794-1889) et de Louis Norblin ; il y devint par la suite professeur de violoncelle.
Charles Lebouc jouait de la musique de chambre et composa quelques pièces pour violoncelle avec accompagnement au piano ; il écrivit aussi un ouvrage didactique, « Méthode complète et pratique de Violoncelle ».
C'est chez lui que Camille Saint-Saëns fit jouer pour la première fois Le Carnaval des animaux, au début de 1886, pour un concert de mardi gras. Louise Béguin-Salomon participait, en tant que pianiste, aux soirées musicales.

## Prix
| Année | Professeur                | Prix remporté               |
| 1842  | Auguste-Joseph Franchomme | Premier prix de violoncelle |
| 1844  | Jacques Fromental Halévy  | Premier prix d'harmonie     |